# Assycuera scabricollis
Assycuera scabricollis är en skalbaggsart som först beskrevs av Chemsak 1963.  Assycuera scabricollis ingår i släktet Assycuera och familjen långhorningar. Inga underarter finns listade.